# Martine Dugowson
Pour les articles homonymes, voir Dugowson.
Martine Dugowson, née le 8 mai 1958 à Paris, est une réalisatrice et scénariste française, 

## Biographie
Formée à l'IDHEC, Martine Dugowson a travaillé aussi bien au cinéma qu'à la télévision sur des séries comme Marc et Sophie et La Famille Ramdam.
Dans son premier long métrage, Mina Tannenbaum,, Elsa Zylberstein forme « un émouvant tandem avec une autre actrice, Romane Bohringer ». Le film est nommé au César du meilleur premier film en 1995.
Son deuxième film, Portraits chinois, amène la critique à écrire : « L'attention aigüe de Dugowson pour la vie intérieure de ses personnages montre le don innné d'une réalisatrice qui va indubitablement s'améliorer au fil du temps ». Ce film vaut à Martine Dugowson le prix de la meilleure réalisation au festival international du film de Karlovy Vary en 1997.
Son troisième long métrage, Les Fantômes de Louba, montre selon la critique « cette même fêlure, ténue, discordante, qui, décidément, ressemble à la signature de Martine Dugowson ».

## Filmographie
- 1985 : En faisant le ménage, j'ai retrouvé Albert.
- 1994 : Mina Tannenbaum, avec Romane Bohringer et Elsa Zylberstein.
- 1997 : Portraits chinois, avec Helena Bonham Carter, Romane Bohringer, Jean-Claude Brialy, Yvan Attal et Elsa Zylberstein.
- 2001 : Les Fantômes de Louba, avec Jean-Philippe Écoffey et Elsa Zylberstein.

## Distinctions

### Récompenses
- Festival international du film de Sochi 1994 : Grand Prix pour Mina Tannenbaum
- festival international du film de Karlovy Vary 1997 : prix de la meilleure réalisatrice

### Nominations
- 20e cérémonie des César 1995 : nomination au César du meilleur premier film pour Mina Tannenbaum
- Globe de cristal du Festival de Karlovy Vary 1997